# Otoczka Debye’a
Otoczka Debye’a (zwana też otoczką elektrostatyczną) – jest warstwą w plazmie, posiadającą nadmiar jonów dodatnich, a co za tym idzie, nadmiar ładunku dodatniego, który równoważy ujemny ładunek powierzchni, do której przylega. Długość otoczki wynosi szereg długości Debye’a, która z kolei zależy od szeregu właściwości plazmy (gęstość, temperatura etc.).
Powstawanie w plazmie otoczki Debye’a spowodowane jest tym, że elektrony mają z reguły temperaturę większą o rząd wielkości lub więcej, niż jony, ponieważ są dużo lżejsze. Co za tym idzie, są szybsze od jonów co najmniej o czynnik {\displaystyle {\sqrt {m_{\mathrm {i} }/m_{\mathrm {e} }}}.} Elektrony zderzają się z powierzchnią materiału, czyniąc ją naładowaną ujemnie względem otaczającej plazmy. Z powodu ekranowania Debye’a, skala grubości regionu przejściowego wynosi długość Debye’a {\displaystyle \lambda _{\mathrm {D} }.} W miarę, jak potencjał rośnie, coraz więcej elektronów jest odbijanych przez potencjał otoczki. Równowaga nastaje, gdy różnica potencjałów wynosi kilkukrotność temperatury elektronów.
Otoczka Debye’a jest przejściem pomiędzy plazmą a powierzchnią ciała stałego. Podobne zjawiska zachodzą pomiędzy regionami plazmy o odmiennej charakterystyce. Strefa przejściowa pomiędzy takimi regionami znana jest pod nazwą warstwy podwójnej, posiadającej po jednej warstwie dodatniej i ujemnej.